# Carlos Henrique Ribeiro
Carlos Henrique Ribeiro, meglio noto con lo pseudonimo Ique (San Paolo, 8 settembre 1985), è un giocatore di calcio a 5 brasiliano naturalizzato romeno.

## Carriera

### Club
Ultimo di dieci fratelli, già a 13 anni Ique abbandona il calcio per dedicarsi al calcio a 5. Dopo il debutto nel campionato paulista con la Caldense, nel 2004 si trasferisce in Romania al MGA Bucarest con la cui maglia gioca per un lustro, vincendo una Coppa e una Supercoppa nazionale. Dopo un'ulteriore stagione nel Concordia Chianja, abbandona il campionato romeno per cimentarsi con quello spagnolo.

### Nazionale
Sposato con una donna romena, nel giugno del 2018 ha ottenuto la cittadinanza romena. Nel corso dello stesso anno ha esordito con la nazionale rumena.

## Palmarès
- Campionato rumeno di calcio a 5: 1
Autobergamo: 2016-17
- Coppa di Romania: 1
MGA Bucarest: 2004-05
- Supercoppa di Romania: 1
MGA Bucarest: 2005